# Thurston County, Nebraska
Thurston County är ett administrativt område i delstaten Nebraska, USA, med 6 940 invånare. Den administrativa huvudorten (county seat) är Pender. 
Countyt hette ursprungligen Blackbird County efter omahahövdingen Blackbird. Det nuvarande namnet är efter politikern John Mellen Thurston.

## Geografi
Enligt United States Census Bureau så har countyt en total area på 1 026 km². 1 020 km² av den arean är land och 6 km² är vatten. 

### Angränsande countyn
- Dakota County, Nebraska - norr
- Woodbury County, Iowa - nordost
- Monona County, Iowa - öster
- Burt County - sydost
- Cuming County - sydväst
- Wayne County - väster
- Dixon County - nordväst